# Just a Lil Bit
"Just a Lil Bit" is de derde single van The Massacre, het 2e album van Amerikaanse rapper 50 Cent. De track is geproduceerd door topproducer Scott Storch, net als zijn voorganger "Candy Shop", wat een grote hit werd. "Just A Lil Bit" zette ook een aardige prestatie neer in veel landen, waaronder de 3e positie in de Billboard Hot 100 en de 10e in Engeland. In Nederland haalde het nummer de 21e positie.

## Credits[1]
- Geschreven door: C. Jackson, S. Storch
- Geproduceerd door: Scott Storch voor Tuff Jew Productions
- Gemixt door: Dr. Dre & Maurice "Veto" Iragorri
- Geassisteerd door: Rouble Kapoor & Robert "Roomio" Reyes
- Opgenomen door: Kameron Houff
- Sitar gitaar en overige keyboards door: Mike Elizondo

## Charts
| Chart                               | Hoogste positie |
| ----------------------------------- | --------------- |
| Australische ARIA Single Top 50     | 13              |
| Belgische Ultratop 50               | 9               |
| Duitse Single Top 100               | 11              |
| Engelse Single Top 75               | 10              |
| Franse Single Top 100               | 38              |
| Ierse Single Top 50                 | 9               |
| Nederlandse Top 40                  | 21              |
| Nieuw-Zeeland Single Top 40         | 8               |
| Oostenrijkse Single Top 75          | 15              |
| United World Chart                  | 10              |
| VS Billboard Hot 100                | 3               |
| VS Hot R&B/Hip-Hop Singles & Tracks | 3               |
| VS Hot Rap Tracks                   | 1               |
| Zwitserse Single Top 100            | 11              |

| "Just A Lil Bit" in de Billboard Hot 100 | "Just A Lil Bit" in de Billboard Hot 100 | "Just A Lil Bit" in de Billboard Hot 100 | "Just A Lil Bit" in de Billboard Hot 100 | "Just A Lil Bit" in de Billboard Hot 100 | "Just A Lil Bit" in de Billboard Hot 100 | "Just A Lil Bit" in de Billboard Hot 100 | "Just A Lil Bit" in de Billboard Hot 100 | "Just A Lil Bit" in de Billboard Hot 100 | "Just A Lil Bit" in de Billboard Hot 100 | "Just A Lil Bit" in de Billboard Hot 100 | "Just A Lil Bit" in de Billboard Hot 100 | "Just A Lil Bit" in de Billboard Hot 100 | "Just A Lil Bit" in de Billboard Hot 100 | "Just A Lil Bit" in de Billboard Hot 100 | "Just A Lil Bit" in de Billboard Hot 100 | "Just A Lil Bit" in de Billboard Hot 100 | "Just A Lil Bit" in de Billboard Hot 100 | "Just A Lil Bit" in de Billboard Hot 100 | "Just A Lil Bit" in de Billboard Hot 100 | "Just A Lil Bit" in de Billboard Hot 100 | "Just A Lil Bit" in de Billboard Hot 100 | "Just A Lil Bit" in de Billboard Hot 100 | "Just A Lil Bit" in de Billboard Hot 100 | "Just A Lil Bit" in de Billboard Hot 100 | "Just A Lil Bit" in de Billboard Hot 100 | "Just A Lil Bit" in de Billboard Hot 100 | "Just A Lil Bit" in de Billboard Hot 100 | "Just A Lil Bit" in de Billboard Hot 100 |
| Week                                     | 1                                        | 2                                        | 3                                        | 4                                        | 5                                        | 6                                        | 7                                        | 8                                        | 9                                        | 10                                       | 11                                       | 12                                       | 13                                       | 14                                       | 15                                       | 16                                       | 17                                       | 18                                       | 19                                       | 20                                       | 21                                       | 22                                       | 23                                       | 24                                       | 25                                       | 26                                       | 27                                       | 28                                       |
| ---------------------------------------- | ---------------------------------------- | ---------------------------------------- | ---------------------------------------- | ---------------------------------------- | ---------------------------------------- | ---------------------------------------- | ---------------------------------------- | ---------------------------------------- | ---------------------------------------- | ---------------------------------------- | ---------------------------------------- | ---------------------------------------- | ---------------------------------------- | ---------------------------------------- | ---------------------------------------- | ---------------------------------------- | ---------------------------------------- | ---------------------------------------- | ---------------------------------------- | ---------------------------------------- | ---------------------------------------- | ---------------------------------------- | ---------------------------------------- | ---------------------------------------- | ---------------------------------------- | ---------------------------------------- | ---------------------------------------- | ---------------------------------------- |
| Nummer                                   | 87                                       | 75                                       | 73                                       | 51                                       | 35                                       | 22                                       | 14                                       | 5                                        | 5                                        | 4                                        | 4                                        | 4                                        | 3                                        | 4                                        | 5                                        | 5                                        | 6                                        | 8                                        | 10                                       | 14                                       | 17                                       | 29                                       | 34                                       | 40                                       | 46                                       | 39                                       | 49                                       | uit                                      |

| "Just A Lil Bit" in de United World Chart | "Just A Lil Bit" in de United World Chart | "Just A Lil Bit" in de United World Chart | "Just A Lil Bit" in de United World Chart | "Just A Lil Bit" in de United World Chart | "Just A Lil Bit" in de United World Chart | "Just A Lil Bit" in de United World Chart | "Just A Lil Bit" in de United World Chart | "Just A Lil Bit" in de United World Chart | "Just A Lil Bit" in de United World Chart | "Just A Lil Bit" in de United World Chart | "Just A Lil Bit" in de United World Chart | "Just A Lil Bit" in de United World Chart | "Just A Lil Bit" in de United World Chart | "Just A Lil Bit" in de United World Chart | "Just A Lil Bit" in de United World Chart | "Just A Lil Bit" in de United World Chart | "Just A Lil Bit" in de United World Chart | "Just A Lil Bit" in de United World Chart | "Just A Lil Bit" in de United World Chart | "Just A Lil Bit" in de United World Chart | "Just A Lil Bit" in de United World Chart |
| Week                                      | 1                                         | 2                                         | 3                                         | 4                                         | 5                                         | 6                                         | 7                                         | 8                                         | 9                                         | 10                                        | 11                                        | 12                                        | 13                                        | 14                                        | 15                                        | 16                                        | 17                                        | 18                                        | 19                                        | 20                                        | 21                                        |
| ----------------------------------------- | ----------------------------------------- | ----------------------------------------- | ----------------------------------------- | ----------------------------------------- | ----------------------------------------- | ----------------------------------------- | ----------------------------------------- | ----------------------------------------- | ----------------------------------------- | ----------------------------------------- | ----------------------------------------- | ----------------------------------------- | ----------------------------------------- | ----------------------------------------- | ----------------------------------------- | ----------------------------------------- | ----------------------------------------- | ----------------------------------------- | ----------------------------------------- | ----------------------------------------- | ----------------------------------------- |
| Nummer                                    | 37                                        | 31                                        | 31                                        | 31                                        | 33                                        | 26                                        | 26                                        | 15                                        | 10                                        | 10                                        | 11                                        | 13                                        | 13                                        | 16                                        | 17                                        | 23                                        | 29                                        | 29                                        | 28                                        | 35                                        | uit                                       |

| "Just A Lil Bit" in de Nederlandse Top 40 | "Just A Lil Bit" in de Nederlandse Top 40 | "Just A Lil Bit" in de Nederlandse Top 40 | "Just A Lil Bit" in de Nederlandse Top 40 | "Just A Lil Bit" in de Nederlandse Top 40 | "Just A Lil Bit" in de Nederlandse Top 40 | "Just A Lil Bit" in de Nederlandse Top 40 |
| Week                                      | 1                                         | 2                                         | 3                                         | 4                                         | 5                                         | 6                                         |
| ----------------------------------------- | ----------------------------------------- | ----------------------------------------- | ----------------------------------------- | ----------------------------------------- | ----------------------------------------- | ----------------------------------------- |
| Nummer                                    | 24                                        | 21                                        | 22                                        | 30                                        | 35                                        | uit                                       |

| "Just A Lil Bit" in de Belgische Ultratop 50 | "Just A Lil Bit" in de Belgische Ultratop 50 | "Just A Lil Bit" in de Belgische Ultratop 50 | "Just A Lil Bit" in de Belgische Ultratop 50 | "Just A Lil Bit" in de Belgische Ultratop 50 | "Just A Lil Bit" in de Belgische Ultratop 50 | "Just A Lil Bit" in de Belgische Ultratop 50 | "Just A Lil Bit" in de Belgische Ultratop 50 | "Just A Lil Bit" in de Belgische Ultratop 50 | "Just A Lil Bit" in de Belgische Ultratop 50 | "Just A Lil Bit" in de Belgische Ultratop 50 | "Just A Lil Bit" in de Belgische Ultratop 50 | "Just A Lil Bit" in de Belgische Ultratop 50 |
| Week                                         | 1                                            | 2                                            | 3                                            | 4                                            | 5                                            | 6                                            | 7                                            | 8                                            | 9                                            | 10                                           | 11                                           | 12                                           |
| -------------------------------------------- | -------------------------------------------- | -------------------------------------------- | -------------------------------------------- | -------------------------------------------- | -------------------------------------------- | -------------------------------------------- | -------------------------------------------- | -------------------------------------------- | -------------------------------------------- | -------------------------------------------- | -------------------------------------------- | -------------------------------------------- |
| Nummer                                       | 36                                           | 13                                           | 14                                           | 9                                            | 11                                           | 14                                           | 18                                           | 22                                           | 23                                           | 26                                           | 44                                           | uit                                          |